# Gadedrøm
Gadedrøm er debutalbummet fra den danske rapper og skuespiller Ali Kazim. Det blev udgivet i 2007, og det modtog fire ud af seks stjerner i musikmagasinet GAFFA.

## Spor
1. "Lysets kriger"
2. "La' mig leve"
3. "Gadedrøm"
4. "Det var kærlighed"
5. "Min far"
6. "Jeg fik stress"
7. "Drømme"
8. "Nummer 1 (feat. Juan Almajid)
9. "Kære mor"
10. "Kalder på dig"